# مقدمة في الحيوانات والنظرية السياسية
كتب المنظّر السياسي البريطاني الاسدير كوتشرين كتاب مقدمة في الحيوانات والنظرية السياسية عام 2010، وهو أول كتاب نشرته دور النشر بالقريف ماكميلان ‏ في سلسلة أخلاقيات الحيوانات وقام بتعديله أندرو لينزي ‏ وبريسكيلا كوهن ‏. يناقش كتاب كوتشرين خمس مدارس فكر للنظرية السياسية وهي النفعية والليبرالية والجماعاتية والماركسية والنسوية وعلاقتهم بكل ما يخص حقوق الحيوان والحالة السياسية للحيوانات (غير البشرية). يستنتج كوتشرين أن كل تقليد من المذكورة سابقاً لديه ما يقدمه لتلك القضايا ولكنه يعرض في النهاية تفسيره الخاص بالأفضلية للمصلحة العامة لحقوق الحيوان. بالرغم من أن تفسيره يستند على كل من التقاليد التي يناقشها إلا أنه يستند بشكل أساسي على الليبرالية والنفعية.
حظيت المقدمة بتقييمٍ إيجابي في عدة منشورات أكاديمية، فقال البروفسور السياسي ستيف كوك أن نهج كوتشرين الخاص يبشر بالخير وكان من الأحرى تكريس مساحة كافية لطرحه في الكتاب للفائدة العامة. كما أثنى المنظّر السياسي روبرت غارنر على قدرة كوتشرين لجمع وتوليف مجموعة واسعة من الأدب ولكنه انتقد عمله بأنه يفتقر إلى نقد مفهوم العدالة وامكانية تطبيقه على الحيوانات. تم النظر بشكل أوسع على تفسير كوتشرين للمصلحة العامة لحقوق الحيوان في كتابه حقوق الحيوان بدون تحرر ‏ الذي نشرته دار نشر جامعة كولومبيا. يعد كتاب مقدمة في الحيوانات والنظرية السياسية من أول الكتب التي تعاين وتبحث الحيوانات من منظور سياسي، وأصبح الكتاب جزءًا راسخاً من الأدب الذي ينتقد الإهمال التقليدي للموضوع.

## الخلفية والنشر
درس ألاسدير كوتشرين في التسعينات والألفية العلوم السياسية في جامعة شفيلد وكلية لندن للاقتصاد. كانت رسالته البحثية للدكتوراه تحت اشراف سيسلي فابري وبول كيلي ‏  بعنوان الالتزامات الأخلاقية تجاه غير البشر  أصبح لاحقاً زميل ومحاضر في كلية لندن للعلوم الاقتصادية ونشر أثناء ذلك الوقت عدة مقالات في ري ببليكا ‏ ويوتيليتاس والدراسات الاقتصادية ‏ تطرح جوانب نظرية المصلحة العامة لحقوق الحيوان التي تم عرضها في الفصل الأخير من كتاب مقدمة في الحيوانات والنظرية السياسية. 10  يعد ذلك الكتاب كتابه الأول  وكان روبرت غارنر مناقشاً مهماً له خلال مرحلة الكتابة.
تم نشر كتاب مقدمة في الحيوانات والنظرية السياسية لأول مره في المملكة المتحدة في الثالث عشر من شهر أكتوبر عام 2010 ونشرته بالقريف ماكميلان ‏ بشكل كتاب ذو غلاف ورقي وكتاب سميك الغلاف وكتاب الكتروني. كان أول كتاب يظهر كجزء من سلسلة بالقريف ماكميلان لأخلاقيات الحيوانات  وهي شراكة بين بالقريف ماكميلان ومركز فيراتا مورا اكسفورد لأخلاقيات الحيوانات  التي يحررها بشكل عام أندرو لينزي ‏ وبريسكيلا كوهن. تهدف سلسلة بالقريف ماكميلان لأخلاقيات الحيوانات بشكل تخصصي ومحدد إلى اكتشاف التحديات العملية والمفاهيمية التي تفرضها أخلاقيات الحيوان.

### ملخص
يعد كتاب مقدمة في الحيوانات والنظرية السياسية أول كتاب للمؤلف ألاسدير كوتشرين. يبدأ كتاب مقدمة في الحيوانات والنظرية السياسية بمناقشة تاريخ الحيوانات في النظرية السياسية قبل الأخذ بعين الاعتبار النُهج المتبعة في وضع الحيوانات في خمس مدارس فكر للنظرية السياسية: النفعية والليبرالية والجماعاتية والماركسية والنسوية. يعرض الفصل الأخير نهج كوتشرين الخاص الذي يقع بين الليبرالية والنفعية.

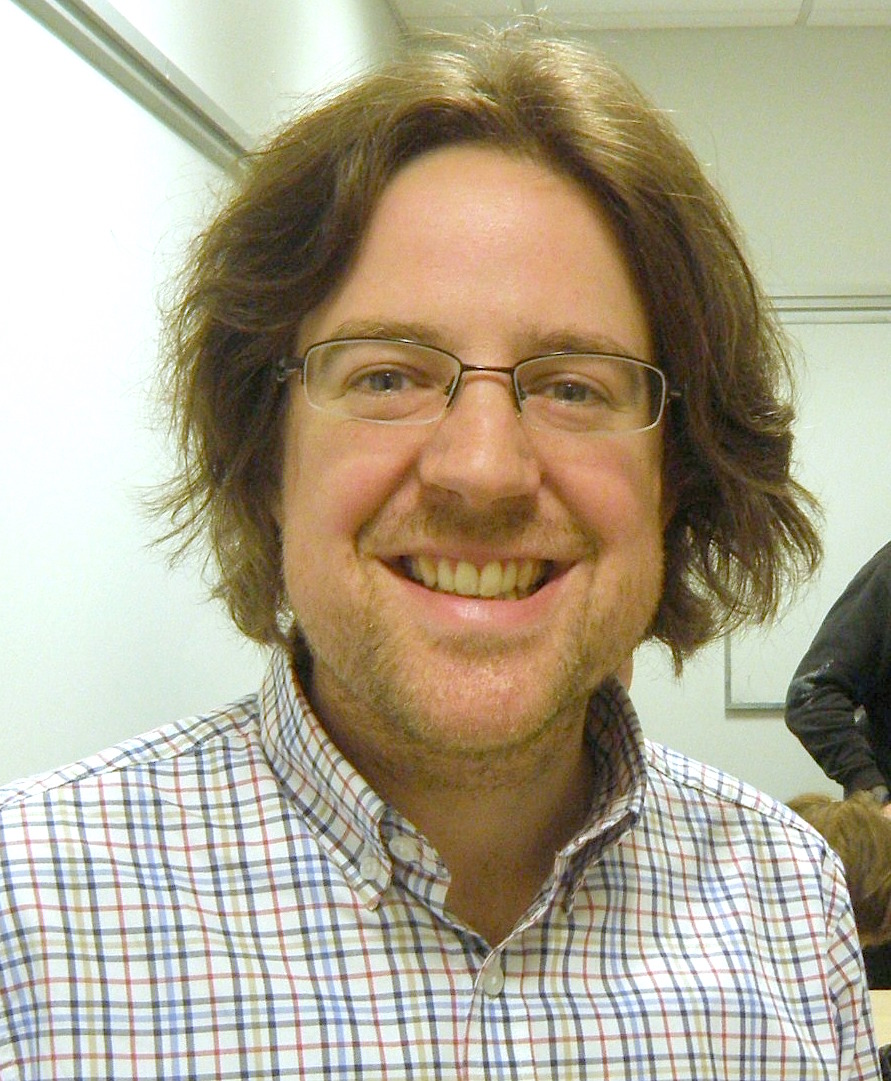
مقدمة في الحيوانات والنظرية السياسية هو أول كتاب للمؤلف ألاسدير كوتشرين

#### الفصول الافتتاحية
يؤسس كوتشرين الكتاب كعمل يصف النظرية السياسية المقياسية والسؤال عن إلى أي مدى يجب إدراج الحيوانات في مجال العدالة. تعمل الدول على تنظيم العلاقة بين البشر والحيوانات سواءً كانت العلاقة المعنية تُستخدم في الزراعة أو المرافقة أو بأي شكل كانت. لا ينصب تركيز كوتشرين على سبب سن القوانين أو على مقارنة القوانين، ولكن تركيزه الأكبر كان على اكتشاف نوع القوانين التي يجب وضعها. بما أن تركيزه على النظرية السياسية فهو يلقي كل اهتمامه بالترتيبات المؤسساتية أكثر من الأسئلة المتعلقة بالواجبات الفردية الأخلاقية. ولكن يلاحظ كوتشرين إهمال الأسئلة المتعلقة بالحيوانات في النظرية السياسية ويأخذ بعين الاعتبار  في الفصل الثاني تاريخ العلاقة بين العدالة والحيوانات. كما يناقش أن أثناء الفلسفة القديمة تشكل خلافاً بخصوص إدراج الحيوانات في تفسير العدالة، وفي الفلسفة المسيحية في القرون الوسطى كان هناك إجماعاً باستبعادها ولكن هناك عودة للخلاف في الفلسفة الحديثة.

#### النفعية
يناقش الفصل الثالث النفعية بناءً على تحديد صواب أو خطأ فعل ما بمدى ما يجلبه من النفعية وهو مفهوم يساوي السرور حسب النفعيين التقليديين. كنظرية سياسية إذن تقتضي النفعية التقليدية «بواجبات المجتمعات السياسية لتشكيل السياسات والمؤسسات لتعزيز السرور». ويناقش كوتشرين أن مفهوم النفعية ككل يشكل تحدياً لفرضية العصور الوسطى وبداية عصر الفلسفة الحديثة بأن الحيوانات لا تستحق شيئاً. ويسمح تركيزها على الرفاهية والإحساسية وطبيعتها المتساوية بشمول مفهوم العدالة للحيوانات. تم توضيح أفكار بيتر سنجر ودافع عنها كوتشرين ضد أولئك الذين يقدمون حججاً دفاعاً عن التمييز بين الأنواع، وضد النقاد (مثل آر جي فراي) الذين يؤكدون أن الحيوانات لا يوجد لديها مصالح. ثم يناقش كوتشرين النقاد النفعيين لسينقر الذين يجادلون بأن أكل اللحوم يزيد النفعية حتى وإن أُخذت مصلحة الحيوانات بعين الاعتبار، وهذا يؤدي إلى النقد بصعوبة مهمة الحكم على أفضل العواقب للمجتمعات السياسية. ولكن يستنتج كوتشرين أن الإجماع النفعي يدعم على الأقل إلغاء المزارع الصناعية. ويختم كوتشرين الفصل بمناقشة النقاد الذين يزعمون أن موقف سينقر يقدم حماية ضئيلة للحيوانات. وتم أخذ حجة مارثا نوسباوم المشابهة لنقد توم ريقان بأن الحيوانات ممكن أن تعاني أضراراً غير محسوسة، بأنه حسب تفسير ريقان يتم حماية الحيوانات لزيادة الرفاهية فقط وليس حفاظاً على حقوق الحيوانات.

#### الليبرالية
يناقش الفصل الرابع الليبرالية ووفقاً لكوتشرين هي نظرية سياسية لها ميزة تعريفية بتقييم «الفرد الحر والمتساوي». يركز كوتشرين بشكل أساسي على جون راولز الذي يفسر العقود الاجتماعية بطريقة تعرض سببين لرفض الحيوانات من المسائل المتعلقة بالعدالة: مسائل المعاملة بالمثل ‏ التي لا تليق بها الحيوانات، ومسائل الشخصية المعنوية حيث تتطلب أن يكون أطراف العقد أشخاصاً معنويين. ينتقد كوتشرين استبعاد راولز للحيوانات  قبل تحديد المخاطر المتأصلة في التعددية الليبرالية. وتم دراسة ورفض تفسير راولز بدون استبعاده للحيوانات كما قدمها دونالد فانديفير ومارك رولاندز يشير كوتشرين إلى المشاكل المتعلقة بالأسئلة عن انتماء النوعية خلف غطاء الجهل، كما يشير إلى نقد قارنر البناء لراولز. تم مناقشة النسخ المعدلة لتفسير الشخصية المعنوية التي تشمل الحيوانات. ويختم كوتشرين الفصل بمناقشة أهمية الشخصية النوعية والرفاهية وهو بذلك يشير إلى مفهومه الخاص عن العدالة للحيوانات.

#### الجماعاتية
يقيم الفصل الخامس العلاقة بين الحيوانات الجماعاتية حيث ينتقد الجماعاتيين تركيز الليبرالية على حاله لا تتدخل بالأفراد بدلاً من تفضيل النظام السياسي الذي يتخذ موقفاً من الأخلاقيات ويستمد من القيم الأخلاقية المشتركة لمجتمع معين. يستخدم كوتشرين المجتمع البريطاني كمثال ليناقش أولاً أنه يمكن استخدام الجماعاتية لتمديد مفهوم العدالة ليشمل الحيوانات  ثم خصص بقية الفصل لعرض أربعة حجج ضد هذا الفكر. أولاً، أن مفهوم الجماعاتية تخصصي بحت أي أن المبادئ التي يشرحها تعتمد كلياً على قيم مجمتع معين. ثانياً، هناك صعوبات متأصلة في إيجاد قيم أصيلة في مجتمع معين. ثالثاً، غالباً ما تفضل المجتمعات بعض الحيوانات علي غيرها تاركةً التي لا تفضلها عرضةً للخطر. رابعاً، مسألة من يحدد أهمية القيم في مجتمعٍ ما، فتحتوي الدول غالباً على عدة مجتمعات لها مواقف مختلفة عن الحيوانات، يشمل اعتبار السؤال الرابع تحليل تعدد الثقافات في المجتمع.

#### الماركسية
يكمل كوتشرين الفصل السادس بمناقشة الماركسية فهي على خلاف النظريات السياسية الأخرى التي تم اكتشافها في كتاب مقدمة في الحيوانات والنظرية السياسية نظرية علمية وليست تفسيراً معيارياً، وهي تتنبأ وتشرح نهاية الدولة وبداية الشيوعية. ويؤخذ ذلك على أنه الاستنتاج الحتمي لتاريخ الأشكال المتغيرة للعلاقات الاقتصادية. يوضح كوتشرين عدم استمرارية العلاقة بين البشر والحيوانات في زمن كارل ماركس ويأخذ بعين الاعتبار مدى التفكير في حقوق الحيوان كمثالاً للأخلاق البورجوازية. تعرض هذه التحليلات كيفية استخدام الفكر الماركسي لاستبعاد الحيوانات، وتم طرح الحجج المضادة لتثبت عكس ذلك. ثم يعتمد كوتشرين على نقاش كاثرين بيرلو وباربرا نوسكي بأن الحيوانات فئة تم استغلالها بالمعنى الماركسي، ولكنه ينتقد النقاش بأن هذا الاستغلال سببته الرأسمالية وأن الإطاحة بها يعد خطوةً أساسيةً لتحقيق العدالة. ثم يأخذ في الاعتبار نقاش ديفيد سزتيبل ‏ وتيد بنتون اللذان اعتمدا على المثل القائل: «من كل حسب قدرته إلى كل حسب حاجته» في العلاقة مع الحيوانات، مما أثار قلق كوتشرين من هذه المقولة لثلاثة أسباب: أولاً، عدم وضوح أهمية هذه الفكرة وتمركزها في الفكر الماركسي. ثانياً، ينطبق ذلك المبدأ فقط على المجتمعات ذات المراحل المتقدمة من الشيوعية. ثالثاً، حتى لو افترضنا قدرتنا على تحديد احتياجات الحيوانات فإن هذا المبدأ يوجب توسيع مفهوم العدالة ليشمل ماهو أبعد من الحيوانات الحساسة، وهي فكرة يرفضها كوتشرين. وأخيراً، يأخذ كوتشرين اقتراح بنتون بعين الاعتبار بأن النهج القائمة على الحقوق الليبرالية لعدالة الحيوانات لا يمكن أن تحقق هدفها، وأنه يمكن استخدام الماركسية كمرجع للإنجازات السياسية، فالنسبة له هذا أهم مساهمة للماركسية في المنطقة.

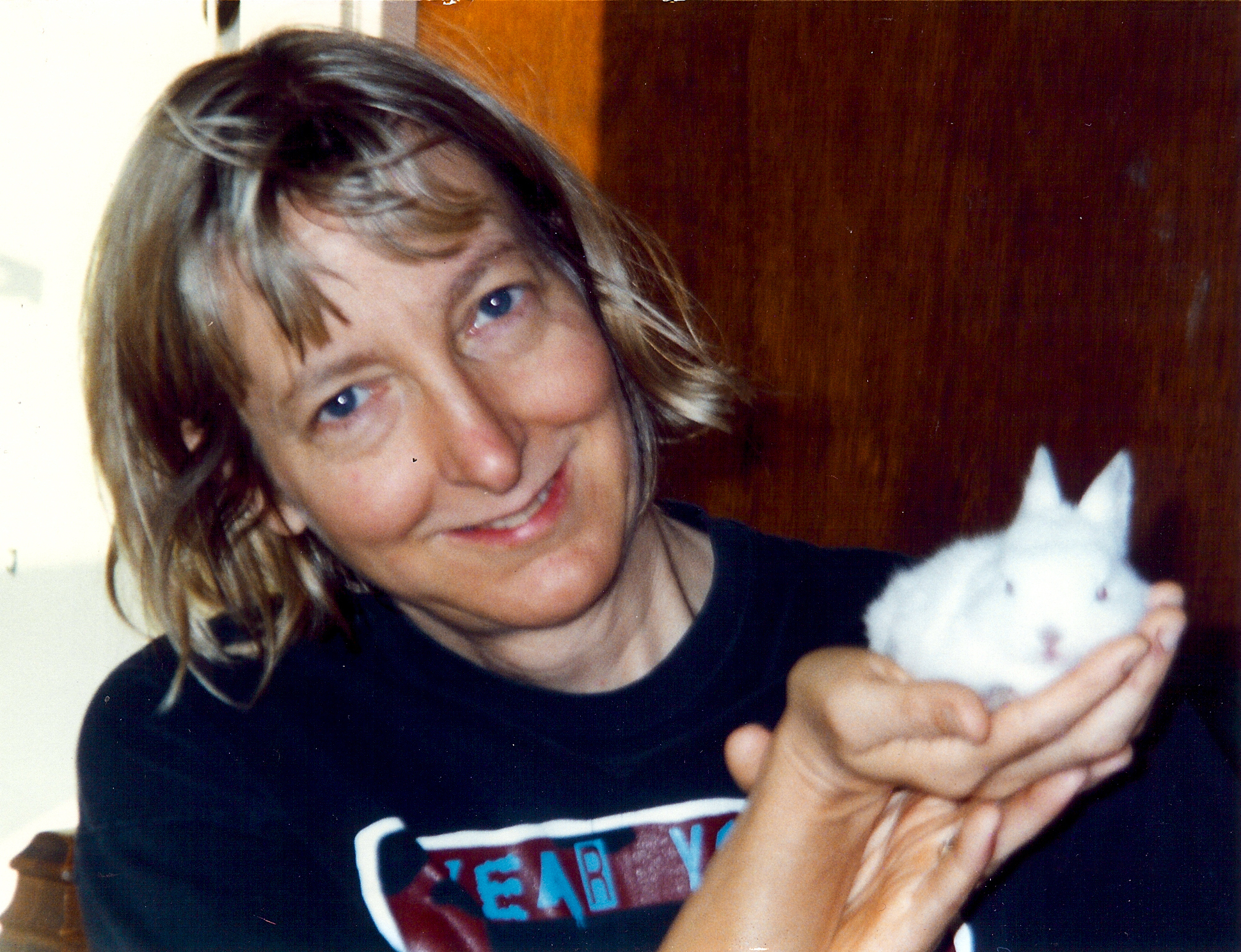
يأخذ كوتشرين نقاش كارول جاي آدامز (في الصورة) بعين الاعتبار ولكن يرفض فكرة أن اضطهاد النساء والحيوانات نابع من الممارسة الاجتماعية لأكل اللحوم

#### النسوية
في الفصل السابع يناقش كوتشرين آخر تقليد وهو النسوية فكما هو الحال في الماركسية هناك روابط تاريخية بين النسوية وتحرر الحيوانات. ينظر كوتشرين إلى الترابط الذي يفترضه بعض منظري الحركة النسوية من اضطهاد الحيوانات والنساء، ولكنه ينكر أن تحرير الحيوانات والمرأة يعتمدان بالضرورة على بعضهما البعض. يقترح أن هناك أربع طرق يمكن أن تستند عليها هذه العلاقة. الفكرة الأولى مأخوذة من منحى نظري يركز على علاقة النسوية البيئية (النسوية الإيكولوجية) مثل جوزفين دونوفان، وهي تزعم بأن هيمنة النساء والحيوانات على حد سواء ناجمة عن ارتفاع الأبوية «العقلانية» على «الطبيعة». والفكرة الثانية هي حجة كارول جاي آدامز بأن اتصال أكل اللحوم بالرجولة يؤدي إلى قمع النساء والحيوانات، مما يعني أن تحرير كلٍ منهما يعتمد على نهاية أكل اللحوم. أما الفكرة الثالثة التي حددتها آدامز وكاثرين ماكينون بأن النساء والحيوانات يشتركان ويضطهدان حسب المعايير اللغوية، فعلى سبيل المثال قد يتم نداء المرأة بالبقرة أو الكلبة أو الكلب وذلك ما يشوه سمعة النساء والحيوانات. والفكرة الرابعة هي طريقة تجسيم النساء والحيوانات على أنهم مجرد أشياء تستخدم لأغراض الآخرين. يجادل كوتشرين بأنه على الرغم من كون الحيوانات أقل عقلانية من البشر إلا أن النساء عقلانيات، مما يعني اختلاف درجة الاضطهاد والتحرر لدى كل من المجموعتين. ويتحدى كوتشرين ادعاءات آدامز عن اللحوم من خلال تصور مجتمع نباتي ولكنه كاره للنساء وفي الجهة الأخرى مجتمع يساوي بين الجنسين ولكن يستمر فيه أكل اللحوم. كما يتحدى اداعاءات عن اللغة بملاحظة بعض الإهانات المتعلقة بالحيوانات قد تطلق على الجنسين (مثل جرذ وخنزير وخروف)، وبعض الإهانات للنساء لا تتعلق بالحيوانات (مثل ساحرة وفاسقة). أما بخصوص التجسيم، فيشير كوتشرين إلى أن المرأة لا تعتبر من الممتلكات بموجب القانون على عكس الحيوانات، مما يشكل أهمية تعريف التجسيم الخاص بكل منهما. ثم يدحض المؤلف خمس انتقادات نهج منطقية لخصها سينقر وريقان لكوتشرين عن تحرر الحيوانات من المفكرين الداعمين لنهج النسوية أخلاقيات الرعاية  قبل تحديد ورفض نهج عاطفي وقائم على الرعاية لعدالة الحيوانات.

#### الخلاصة
يجادل كوتشرين في الفصل الأخير أن لكل مدرسة فكر مساهمة مهمة لتحقيق عدالة الحيوانات، وعلى وجه الخصوص الليبرالية والنفعية، ثم يحدد نهجه الخاص. ويقول بأننا في زمن أصبح الحديث عن التزاماتنا السياسية والأخلاقية أكثر بروزاً مما كان عليه، إلا أن الحديث ما زال على هامش الحديث السائد عن النظرية السياسية. ثم يختم بأن إهمال القضية يخلق مشكلة للنظرية السياسية وأن الحيوانات تستحق العدالة. ويختم كوتشرين بأنه إذا كانت إدعاءات الكتاب صحيحة فإنه يجب النظر في مسائل معاملة الحيوانات على أنها أكثر القضايا
السياسية إلحاحاً اليوم.

### الحجة المركزية
يجادل كوتشرين أنه بالرغم من أن كل مدرسة من مدارس الفكر التي تم طرحها لها مشكلاتها الخاصة إلا أنهم جميعاً يساهمون في الجدال بشكل مهم. أهم مساهمة للنفعية هي تركيزها على الإحساس ولكن فشلها الأكبر في احترام الأفراد. وعلى صعيدٍ آخر، تؤكد الليبرالية مركزية الأفراد. وتشدد الجماعاتية على قدرة الأفراد على الازدهار ضمن مجتمعات مناسبة فقط، على الرغم من كونها مستعدة لإنماء روح التماسك في مجتمع معين، وتركز على أهمية تغيير وجهات نظر المجتمع ككل. وتشترك الجماعاتية بهذه الفكرة مع الماركسية التي تشير إلى أن التغيير القانوني لا يعني بالضرورة التغيير الفعال. وبينما لا يتفق كوتشرين على وجوب الإطاحة بالرأسمالية، فإنه يدرك أن «التحولات الأساسية في المنظمات والقواعد ومؤسسات المجتمع» ضرورية لتوسيع مفهوم العدالة لتشمل الحيوانات. وبغض النظر عن انتقادات كوتشرين إلا أن نهج الرعاية النسوية يذكرنا بأنه لا يجب تجاهل المشاعر والتعاطف.
يكمن تعاطف كوتشرين الخاص بقوة في مفهومي النفعية والليبرالية اللذان يؤثران بشدة على تفسيره الخاص. ويجادل كوتشرين أن الحقوق المستمدة من أخذ المصالح بعين الاعتبار يمكن أن تحمي الحيوانات الفردية وتضع القيود على ما يمكن فعله بها، ولا يمكن انتهاك هذه الحقوق حتى باسم المصلحة العامة مما يعني التأثير على الممارسات الثقافية والاقتصادية للمخلوقات البشرية. ثم يشرح كوتشرين مع تنبؤه للنقد أن ليس كل مصلحة تؤدي بالضرورة إلى حق من الحقوق، ويعد أخذ ذلك النقاش بعين الاعتبار بشكل كامل خارج نطاق الكتاب. تم توسيع نطاق النقاش في كتاب كوتشرين حقوق الحيوانات بدون تحرر (2012) الذي يعتمد بشكل أساسي على رسالته البحثية للدكتوراه على الرغم من نشره بعد كتاب مقدمة في الحيوانات والنظرية السياسية. ]